# ぴゅあ富士
ぴゅあ富士（ぴゅあふじ）は、山梨県都留市にある施設。

## 概要
山梨県立男女共同参画推進センターのうちの一館である。「ぴゅあ富士」の他に「ぴゅあ総合」、「ぴゅあ峽南」がある。
平成2年12月25日  山梨県立富士女性センターとして開館

## 施設情報
1階
団体連絡室（50人）、視聴覚・音楽室、（70人）託児室、交流コーナー、ロビー
2階
工芸・美術室（40人）、調理実習室（40人）、茶華道室（40人）、レクリエーション室、図書館
3階
大研修室（150人）、小研修室（45人）

## 所在地
山梨県都留市中央三丁目9-3

## 開館時間
午前9時～午後5時（夜間利用の場合は午後9時まで）

## 休館日
1. 第2，4月曜日（祝日の場合はその翌日が休館日になる）
2. 12月29日～翌年1月3日

## 交通アクセス
富士急行線「谷村町駅」より徒歩約8分
富士急行線｢都留市駅」より徒歩約9分